# اولنا تلیها
اولنا تلیها (اوکراینی: Олена Іванівна Теліга؛ ۲۱ ژوئیه ۱۹۰۶ – ۲۱ فوریهٔ ۱۹۴۲) نویسنده، شاعر، و منتقد ادبی اهل امپراتوری روسیه بود.